# 曼弗雷德·科科特
曼弗雷德·科科特（德語：Manfred Kokot，1948年1月3日—），德国男子田径运动员。他曾代表东德参加1972年和1976年夏季奥林匹克运动会田径比赛，其中1976年奥运会获得一枚银牌。